# Charles de Beaurepaire
Pour les articles homonymes, voir Beaurepaire et Robillard de Beaurepaire.
Charles Marie de Robillard de Beaurepaire, né le 24 mars 1828 à Avranches et mort le 12 août 1908 à Rouen, est un historien et archiviste français.

## Biographie
Charles de Beaurepaire est issu d’une famille normande, fixée dans l’Avranchin depuis la fin du XVIIIe siècle et anoblie par une charge de secrétaire du roi en 1727. Son père, Hippolyte Charles de Robillard de Beaurepaire, avocat au barreau d'Avranches, mourut à l’âge de 37 ans, laissant cinq enfants tout jeunes des six qu’il avait eus de son mariage avec Sophie-Antoinette Arondel de La Bréhoulière. 
Comme ses frères, le polygraphe érudit Eugène et l’historien Joseph (1830-1906), Charles commença ses études au petit séminaire de l’Abbaye Blanche et il les termina au collège d’Avranches où il eut pour professeur, notamment, l’historien Édouard Le Héricher. Ayant achevé ses études classiques, il entra à l’École des chartes, en même temps qu’il se faisait recevoir licencié en droit. Il y obtint, le 25 novembre 1850, le diplôme d’archiviste-paléographe, en soutenant une thèse intitulée Des asiles religieux dans l’Empire romain et en France, publiée deux ans plus tard dans la Bibliothèque de l'École des chartes.
Charles de Robillard de Beaurepaire fit toute sa carrière à Rouen. Sorti de l’École des chartes en février 1851, il fut nommé archiviste départemental de la Seine-Inférieure le 31 mars et y demeura jusqu’en 1905.
Pendant plus d’un demi-siècle, Beaurepaire ne cessa de produire des œuvres d’érudition en de nombreux volumes et des centaines de brochures dont on trouve la liste dans le Répertoire bibliographique de ses travaux rédigé, en 1901, à l’occasion du cinquantenaire de sa nomination aux archives de la Seine-Inférieure. Parmi les principaux écrits qui ont placé Beaurepaire parmi les meilleurs érudits de son époque, on trouve de nombreux volumes d’Inventaires des archives du département de la Seine-Inférieure et de la ville de Rouen ; des Notes sur l’état des campagnes en Normandie pendant les trois derniers siècles de l’ancien régime, qui font suite à l’œuvre sur ce sujet de Léopold Delisle ; La Vicomté de l’Eau et ses coutumes à Rouen aux XIIIe et XIVe siècles ; des Recherches sur le procès, la condamnation et le supplice de Jeanne d’Arc ; des Recherches sur l’Instruction publique dans le diocèse de Rouen avant 1789 ; les États de Normandie sous la domination anglaise et une longue série d’études sur la même époque ; des éditions de textes inédits accompagnés d’intéressants commentaires, etc.
Charles de Beaurepaire a publié plus de cinq cents ouvrages. C’est Rouen, sa ville d’adoption, et tout le pays normand qui devinrent l’objet de ses recherches. « On peut dire qu’il n’est pas un point d’histoire, pas un personnage, pas une commune, pas un monument du département de la Seine-Inférieure qui n’ait attiré l’attention de ce chercheur prodigieux et n’ait fait l’objet d’une note, d’une notice ou d’un commentaire quelconque. Aussi, le nom de Charles de Beaurepaire a-t-il figuré dans tous les ouvrages d’érudition et dans toutes les publications archéologiques : il n’est pas un chercheur qui n’ait eu à le citer, pas un écrivain normand qui n’ait eu à s’autoriser de ses œuvres et de son opinion sur quelque sujet que ce soit ».
Beaurepaire fut également un membre fondateur de la Société des bibliophiles normands et de la Société de l'histoire de Normandie. L’Académie de Rouen l’admit dans ses rangs en 1853. Promu au grade de chevalier de la Légion d'honneur en 1868, officier de l’Instruction publique, commandeur de Saint-Grégoire-le-Grand, il avait été nommé correspondant de l’Institut en 1871.
Ses obsèques sont célébrées dans l'église Saint-Godard de Rouen et il est inhumé au cimetière de Bonsecours.

## Famille
Charles de Robillard de Beaurepaire épousa à Rouen le 23 avril 1862 Blanche Letaillandier, fille d'Auguste Letaillandier, directeur d'assurances à Rouen, et de Marie-Caroline Baudry. Il eut d'elle trois fils :
- Georges de Robillard de Beaurepaire, docteur en Droit, avocat à Rouen, bâtonnier (1863-1941) ;
- Charles de Robillard de Beaurepaire (1865-1948) ;
- Joseph de Robillard de Beaurepaire (1870-1948).

## Distinctions
- Chevalier de la Légion d'honneur, par décret du 18 avril 1898[7],
- Officier de l'Instruction publique,
- Commandeur de l'ordre de Saint-Grégoire-le-Grand.

## Publications
- Cahiers des États de Normandie de février 1655 suivi des remontrances présentées au roi par les députés des états en décembre 1657 (Partie complémentaire) sous les règnes de Louis XIII et de Louis XIV, Rouen, s.n., 1878.
- Cahiers des États de Normandie sous le règne de Charles IX : documents relatifs à ces assemblées, Rouen, A. Lestringant, 1891.
- Cahiers des États de Normandie sous le règne de Henri III : documents relatifs à ces assemblées, Rouen, C. Métérie, 1887-1888.
- Cahiers des États de Normandie sous le règne de Henri IV : documents relatifs à ces assemblées, Rouen, C. Métérie, 1880-1882.
- Cahiers des États de Normandie sous les règnes de Louis XIII et de Louis XIV : documents relatifs à ces assemblées, Rouen, C. Métérie, 1876-1878.
- Chronique normande de Pierre Cochon, notaire apostolique à Rouen, Rouen, A. Le Brument, 1870.
- De la vicomté de l’Eau de Rouen et de ses coutumes au XIIIe et au XIVe siècle, Évreux, 1856.
- Dictionnaire topographique du département de Seine-Maritime : comprenant les noms de lieux anciens et modernes revu, complété, refondu par Dom Jean Laporte, OSB, Paris, Bibliothèque nationale, 1982-1984.
- Entrée à Rouen du roi Henri IV en 1596, Rouen, Espérance Cagniard, 1887.
- Entrée de Charles VIII à Rouen en 1485 : reproduction fac-similé d’un imprimé du temps, avec introduction et annexes, Rouen, Léon Gy, 1902.
- Inventaire du mobilier du château de Chailloué de l’année MCCCCXVI, publié d’après un manuscrit du temps, Rouen, Henry Boissel, 1866.
- Inventaire-sommaire des Archives départementales antérieures à 1790, Seine-Inférieure : Archives civiles, Série C (Nos. 2215-2969)-Série D (Nos. 547-564), Rouen, Lecerf Fils, 1903.
- Inventaire-sommaire des Archives départementales antérieures à 1790, Seine-Inférieure. Archives ecclésiastiques, Paris, P. Dupont, 1868-1912-3.
- L’entrée de François Ier, roi de France dans la ville de Rouen au mois d’août 1517 : réimprimé d’après deux opuscules rarissimes de l’époque et précédée d’un introduction, Rouen, Henry Boissel, 1867.
- Les États de Normandie sous la domination anglaise, Évreux, P. Huet, 1859.
- Les Œuvres du sieur Élis de Falaise, Rouen, Léon Gy, 1907.
- Les Premiers Exercices poétiques de Jean de Vitel, Rouen, Léon Gy, 1904.
- Les Puys de palinod de Rouen et de Caen, ouvrage posthume, Caen, H. Delesques, 1907.
- Les Tavernes de Rouen au XVIe siècle, Rouen, Henry Boissel, 1867.
- Mémoire sur le lieu du supplice de Jeanne d’Arc, accompagné d’un plan de la place du Vieux-marché de Rouen, d’après le Livre des fontaines de 1525 et de la reproduction de la gravure d’Israël Silvestre, représentant l’ancienne fontaine de la Pucelle, Rouen, A. Lebrument, 1867.
- Notes et documents concernant l’état des campagnes de la Haute Normandie dans les derniers temps du Moyen Âge, Évreux, P. Huet, 1865.
- Recherches sur le procès de condamnation de Jeanne d’Arc, Rouen, A. Le Brument, 1869.
- Recherches sur les établissements d’instruction publique et la population dans l’ancien diocèse de Rouen, Caen, A. Hardel, 1863.
- Recherches sur l’instruction publique dans le diocèse de Rouen avant 1789, Évreux, P. Huet, 1872.
- Répertoire bibliographique des travaux de M. Charles de Robillard de Beaurepaire : 1850-1900, Rouen, Cagniard, 1901.
- Séjour de Henri III à Rouen aux mois de juin et de juillet 1588 recueil d’opuscules rares et de documents inédits, Rouen, Henry Boissel, 1870.

### Articles
- « Notes sur les architectes de Rouen », Les Amis des monuments rouennais - Bulletin,‎ 1901, p. 75-96 (lire en ligne)
- « Notes sur les architectes de Rouen (suite) : Jeanson Salvart, Jean Roussel, Alexandre et Colin de Berneval (première moitié du XVe siècle) », Les Amis des monuments de Rouen - Bulletin,‎ 1902, p. 67, 93 (lire en ligne)
- « Notes sur les architectes de Rouen : Jean Richier, Les Pontifs, Jacques Le Roux, Guillaume Duval, Pierre Le Signerre et autres (seconde moitié du XVe siècle) », Les Amis des monuments de Rouen - Bulletin,‎ 1903, p. 47-77 (lire en ligne)
- « Les architectes de Rouen dans la première moitié du XVIe siècle », Les Amis des monuments rouennais - Bulletin,‎ 1904, p. 119-153 (lire en ligne)
- « Les architectes de Rouen de 1550 à 1650 », Les Amis des monuments rouennais - Bulletin,‎ 1905, p. 81-104 (lire en ligne)
- « Les architectes de Rouen de 1650 à 1750 », Les Amis des monuments rouennais - Bulletin,‎ 1906, p. 93-132 (lire en ligne)
- « Les architectes de Rouen de 1750 à la Révolution », Les Amis des monuments rouennais - Bulletin,‎ 1908, p. 109-129 (lire en ligne)